# Johannes från Damaskus
Johannes från Damaskus (grekiska: Ιωάννης Δαμασκήνος Ioannês Damaskinos; arabiska: Yaḥyā ibn Manṣūr; latin: Iohannes Damascenus eller Johannes Damascenus; kyrkslaviska: Ї҆ѡа́ннъ Дамаски́нъ), även känd som Johannes Damaskenos (Χρυσορρόας Chrysorrhoas), född omkring år 676 i Damaskus, död 5 december 749 i klostret Mar Saba nära Jerusalem, var en grekisk-syrisk munk och presbyter, som räknas som en av kyrkofäderna. Han utsågs 1883 till kyrkolärare av den Romersk-katolska kyrkan. Hans festdag är den 4 december.
Johannes från Damaskus var en polyhistor vars intressen inrymde juridik, teologi, filosofi och musik. Han var ämbetsman hos Damaskus härskare.  
Hans hymner används fortfarande i de Orientaliska ortodoxa kyrkorna, och han finns även representerad i den svenska psalmboken 1986 med påskpsalmen nr 470 "Kom med glädje och med sång" och i den danska Psalmebog for Kirke og Hjem.

## Biografi
Den enda mer utförliga förstahandskällan om Johannes liv är ett verk av patriark Johannes av Jerusalem, som levde nästan 200 år senare, vilket ur ett textkritiskt perspektiv ställer de biografiska uppgifterna i ett problematiskt läge. Johannes far uppges där ha varit en man vid namn Mansur, som möjligen var kristen men borde av olika anledningar ha stått på god fot med de muslimska saracenerna, framför allt eftersom han verkar ha varit skattemästare för kalifen Abdul Malek. Johannes skall ha haft en halvbror vid namn Kosmas. Vid 23 års ålder fick Johannes genom faderns försorg kristen utbildning av en italiensk munk som tillfångatagits i en strid. Förutom kristendom och teologi, fick Johannes undervisning i algebra, geometri, musik, och astronomi.
När fadern avled skall Johannes ha utsetts till protosymbulus, chefsrådgivare, av Damaskus. Under denna tid började den ikonoklastiska striden blossa upp. Johannes, som åtnjöt kalifens beskydd, kunde tryggt försvara ikonografin mot kejsar Leo Isaurierns bildförbud. Han uppmanade folket att trotsa kejsarens förbud, och skrev själv till denne, vilket ledde till att han ådrog sig kejsarens vrede. Kejsaren försökte oskadliggöra Johannes, eftersom han inte kunde nå honom fysiskt, genom att förfalska ett brev där Johannes sades ha för avsikt att förråda kalifen. Kejsaren skickade det förfalskade brevet till kalifen, som dömde Johannes till att få handen avhuggen. Enligt legenden skall så ha skett, men genom ingripande från jungfru Maria skall handen sedan ha återbördats på handleden. Detta skall enligt samma legend ha lett till att kalifen övertygades om att Johannes var ämnad för något högre än hans dittillsvarande ämbete.
Patriarken av Jerusalem skall ha övertalat kalifen att låta Johannes inträda i prästerskapet. Samtidigt förvärrades läget för dem som försvarade ikonerna, och värst drabbades Johannes, som förklarades förrädare. Vid andra konciliet i Nicaea ändrades dock läget igen. Theofanes skriver år 813 att han kallades Chrysorrhoas, den gyllene strupen.

## Verk och gärningar

Ioannis Damasceni Opera, 1603

Johannes av Damaskus brukar betraktas som den siste av de grekiska kyrkofäderna. Hans betydelse var inte som teologisk nytänkare, utan som sammanställare av den gällande uppfattningen. Ibland räknas han som föregångare till skolastiken, och hans verk De fide orthodoxa, som det första skolastiska arbetet. Som filosof har han också vunnit uppskattning inom islam. Med hans verk kom också de islamiska tankarna att presenteras för den kristna världen.
Hans mest kända alster är pege gnoseos (Visdomens fontän), vilket har kallats det första historiska försöket till en summa theologica. Verket är indelat i tre delar: Filosofiska kapitel (eller Dialektiken), Om kätteri, och En utförlig framställning och den ortodoxa tron. Den filosofiska delen tar upp samtidens logik, den ontologi som kan härledas till Aristoteles och behandlar Porphyrios. Den filosofiska delen motiveras av att den ger läsaren de akademiska förutsättningar som krävs för att begripa resonemanget hos de grekiska kyrkofäder som Johannes behandlar senare, i deras anföringar mot kätteri och deras teologi. Den sista delen i boken brukar anses vara den viktigaste, och har sedan hans tid blivit, och är fortfarande, ofta refererad i teologiska sammanhang som en auktoritet. Till skillnad från samtida och tidigare teologiska avhandlingar citeras inte bara de bibliska skrifterna, utan också kyrkofäderna, och därigenom skapade han den metod som skolastikerna senare skulle använda.
Johannes av Damaskus har också skrivit ett känt försvar av treenigheten, behandlat trons och inkarnationens mysterium, samt redogjort för den mer utbredda synen på jungfru Maria såsom Theotokos. Även i andra verk går han till angrepp mot monofysiterna, manikéerna och monotheliterna. I Sacra parallela redogör han för den kristna synen på överensstämmelsen mellan Gud, människan, dygder och synder. Från hans litterära produktion finns vidare ett antal predikningar bevarade, samt hymner.
Hans skrifter Tre försvarstal mot dem som förkastar de heliga bilderna och  Den outgrundlige utkom 2008 resp. 2012, båda i svensk översättning av Olof Andrén.
Hymnerna är skrivna på jambisk trimeter. Hans betydelse för den östliga kyrkomusiken har jämförts med den Gregorius den store har haft för den västliga. 
En romans, Barlaam och Josaphat, som var mycket populär under medeltiden har ibland tillskrivits Johannes, dock på oklara och tvivelaktiga grunder, liksom många andra verk i olika genrer. Dit hör en panegyrik över heliga Barbara, där det råder olika meningar om Johannes är upphovsman.

## Fördjupningslitteratur
- Johannes Damaskenos, Tre försvarstal mot dem som förkastar de heliga bilderna. Skellefteå: Artos 2008. Till svenska av  Olof Andrén. Med inledning av Anne Karahan, ss. 7–41. ISBN 978-91-7580-372-2
- Arvidsson, Bengt, "Johannes Damascenus - 'reformatorisk' kyrkolärare för kyrkan i väst?", i In unitatem fidei. Festskrift till Per Erik Persson, Religio 29 Skrifter utgivna av Teologiska Institutionen i Lund, Lund 1989
- Karahan, Anne. "De heliga bildernas förkämpe. Johannes Damaskenos". I: red. S. J. Kristiansen og P. Solberg, Gud er alltid større. Kirkefedrenes teologiske språk. Oslo: Novus forlag 2015, 273–288. ISBN 978-82-7099-831-9
- Karahan, Anne. "Johannes Damaskenos - De heliga bildernas försvarare och förklarare". I: red. C. J. Berglund och D. Gustafsson. Ad Fontes. Festskrift till  Olof Andrén  på 100-årsdagen. Skellefteå: Artos & Norma Bokförlag 2015, 213–227. ISBN 978-91-7580-789-8